# Stenostephanus tenellus
Stenostephanus tenellus är en akantusväxtart som beskrevs av Wassh. och J.R.I.Wood. Stenostephanus tenellus ingår i släktet Stenostephanus och familjen akantusväxter. Inga underarter finns listade i Catalogue of Life.